# Place d'Armes
Place d'Armes er en plads i centrum af byen Luxembourg, der er hovedstad i Luxembourg. Med sin placering lige midt i byens 'old town' virker pladsen som en magnet på såvel lokale som turister, ikke mindst i sommerhalvåret.
Place d'Armes var oprindeligt paradeplads for landets tropper når de var indkaldt til at forsvare byen, deraf navnet. 

## Place d'Armes i dag
I vore dage er pladsen en integreret del af gågaderne i byens centrum. Der er en række cafeer og restauranter rundt om pladsen, alle med udendørs servering når vejret er til det. Place d'Armes er blevet byens puls og er et attraktivt by-rum for både lokale og besøgende i alle aldre. Gæsteoptrædende bands, solister og musikgrupper holder næsten hver sommeraften koncerter eller underholder på anden vis fra pladsens friluftsscene. 
Hver anden og fjerde lørdag i måneden er der loppemarked på pladsen, mens der i december holdes et stort julemarked.

## Links
- Turiskontorets hjemmeside – på engelsk